# Липи
Ли́пи — село в Україні, у Кам'янець-Подільському районі Хмельницької області. Входить до складу Староушицької селищної громади.

## Назва
Власне назва, мотивована тим, що село знаходилось на краю липового лісу.

## Географія
Подільське село Липи розкинулось на подільській височині в південно-західній частині України, за 50 кілометрів автошляхами від міста Кам'янець-Подільський. Неподалік річки Ушиця.

### Клімат
Липи знаходяться в межах вологого континентального клімату із теплим літом, у так званому «теплому Поділлі», тут весна настає на 2 тижні раніше.

## Історія
Ймовірно село засноване у XX столітті.
В 1981 році почалось заповнення басейну Дністра водою, яке тривало шість років, внаслідок цього затоплено долину річки Ушиця поблизу села та ряд сіл на цій річці: Чугор, Ушиця, Кривчани, Раколупинці, Яр Косиковецький. Можливо чистина мешканців цих сіл була переселена в Липи.
З 1991 року в складі незалежної України.
7 вересня 2017 року шляхом об'єднання сільських рад село увійшло до складу Староушицької селищної громади.
2024 року через зменшення рівня води у Дністрі на поверхню на його притоці Ушиці виринув красивий бетонний міст, вистелений бруківкою біля села Липи. Для рибалок із села Липи в районі якого стоїть міст, його поява не стала новиною. Місцеві пригадують, як до 1981 року, поки міст не затопили в зв'язку з побудовою Дністровської ГЕС, вони в дитинстві на ньому рибалили. Також, у селі живуть старожили, які чули від своїх батьків, що міст стояв ще до Другої світової війни, і навіть до революції в 1917 році. Тому існує три версії виникнення мосту. Перша версія - міст побудували наприкінці ХІХ століття ще в часи Російської імперії. Друга версія – це могло статися у 1940 році, коли до СРСР приєднали Буковину, а міст, розташований в трикутнику Ушиця-Дністер, був важливою точкою для логістики. Третя версія – його могли побудувати угорські сили технічного забезпечення. Угорці були союзниками німців у Другій Світовій війні і, можливо, що саме вони розробили і побудували цей міст.

## Населення
Населення становить 197 осіб на 2001 рік.

### Мова
У селі поширені західноподільська говірка та південноподільська говірка, що відносяться до подільського говору, який належить до південно-західного наріччя.

## Охорона природи
Село лежить у межах національного природного парку «Подільські Товтри».

## Галерея

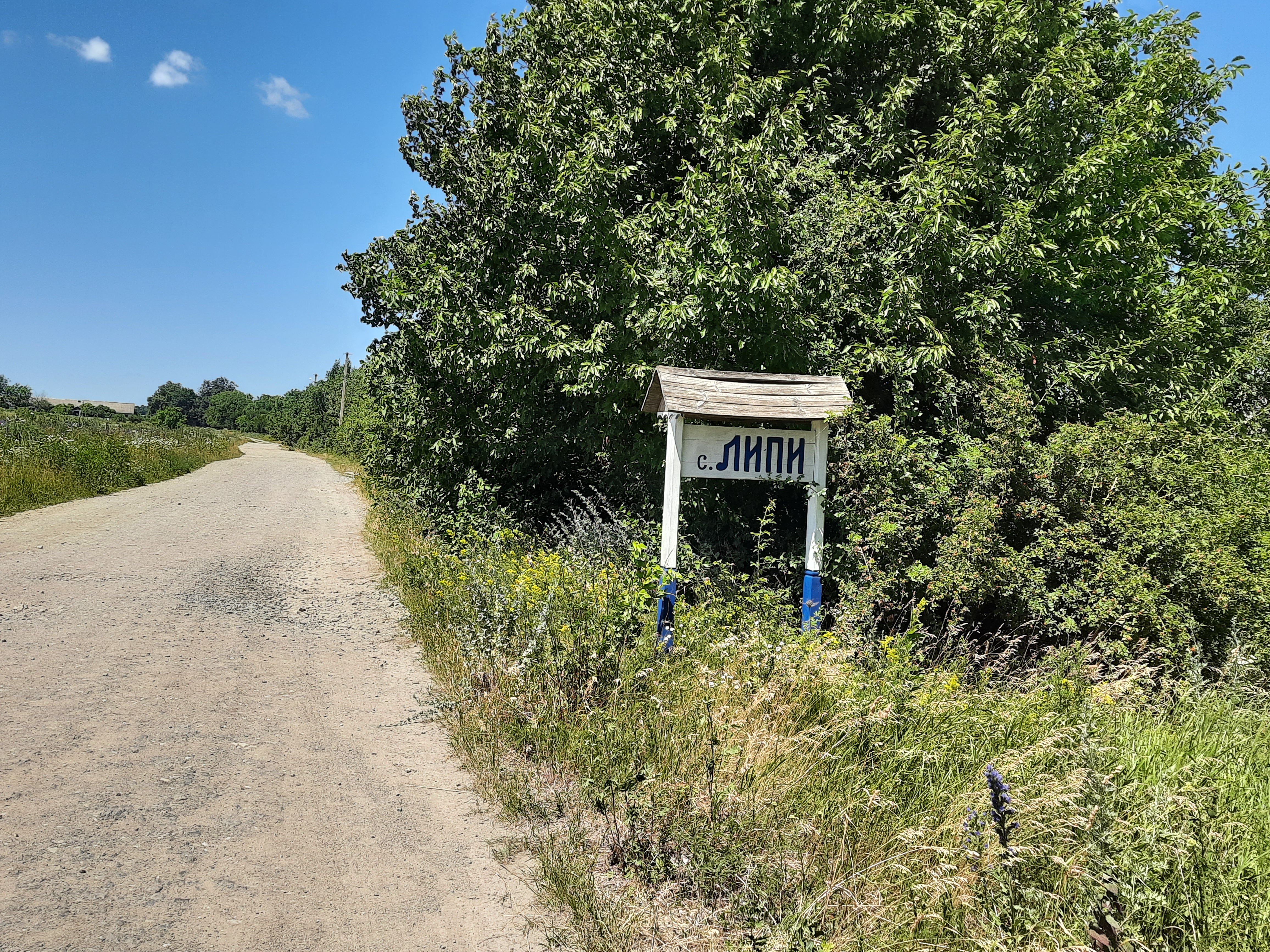
Дорожній знак при в'їзді в село
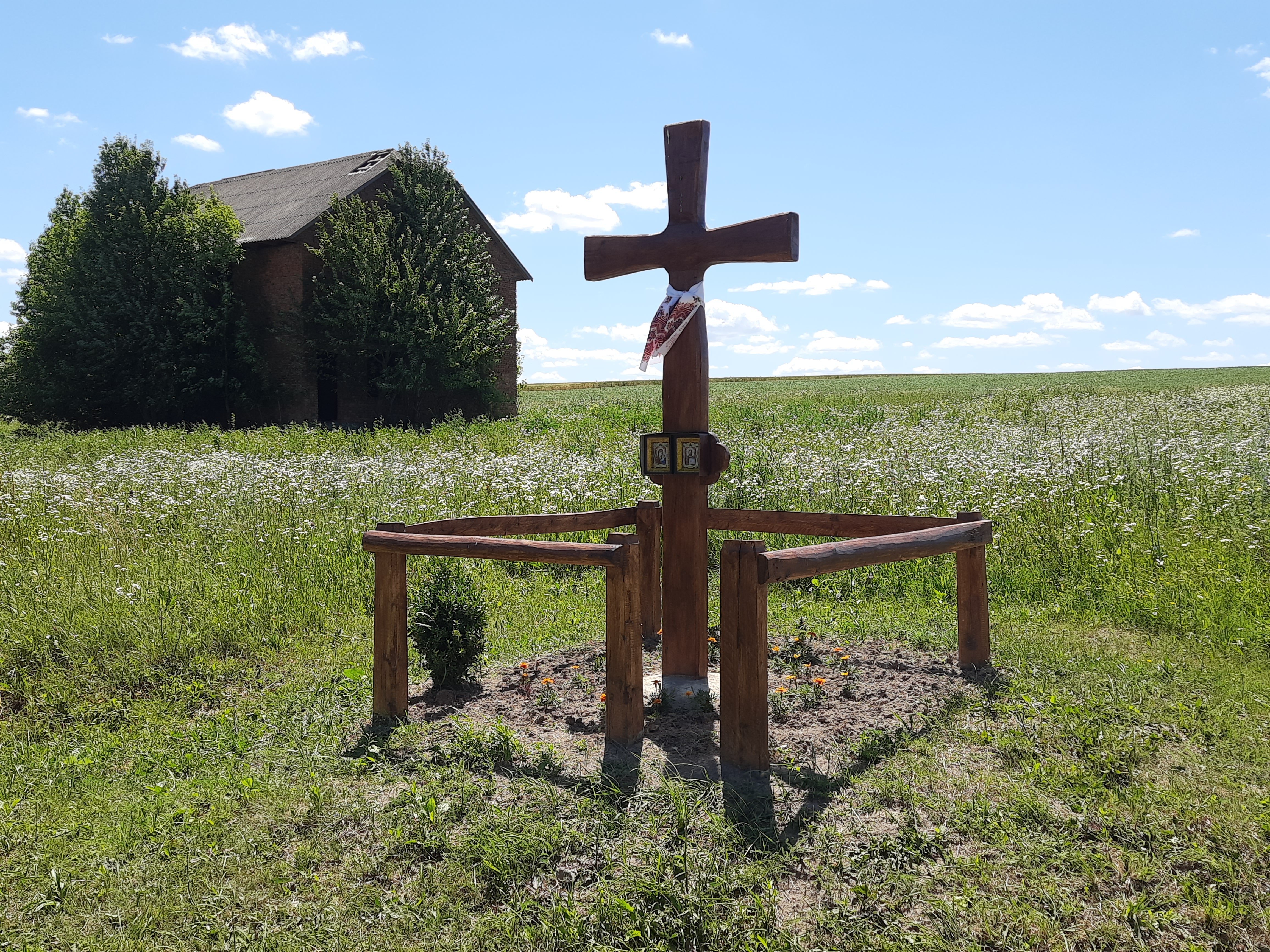
Пам'ятний хрест
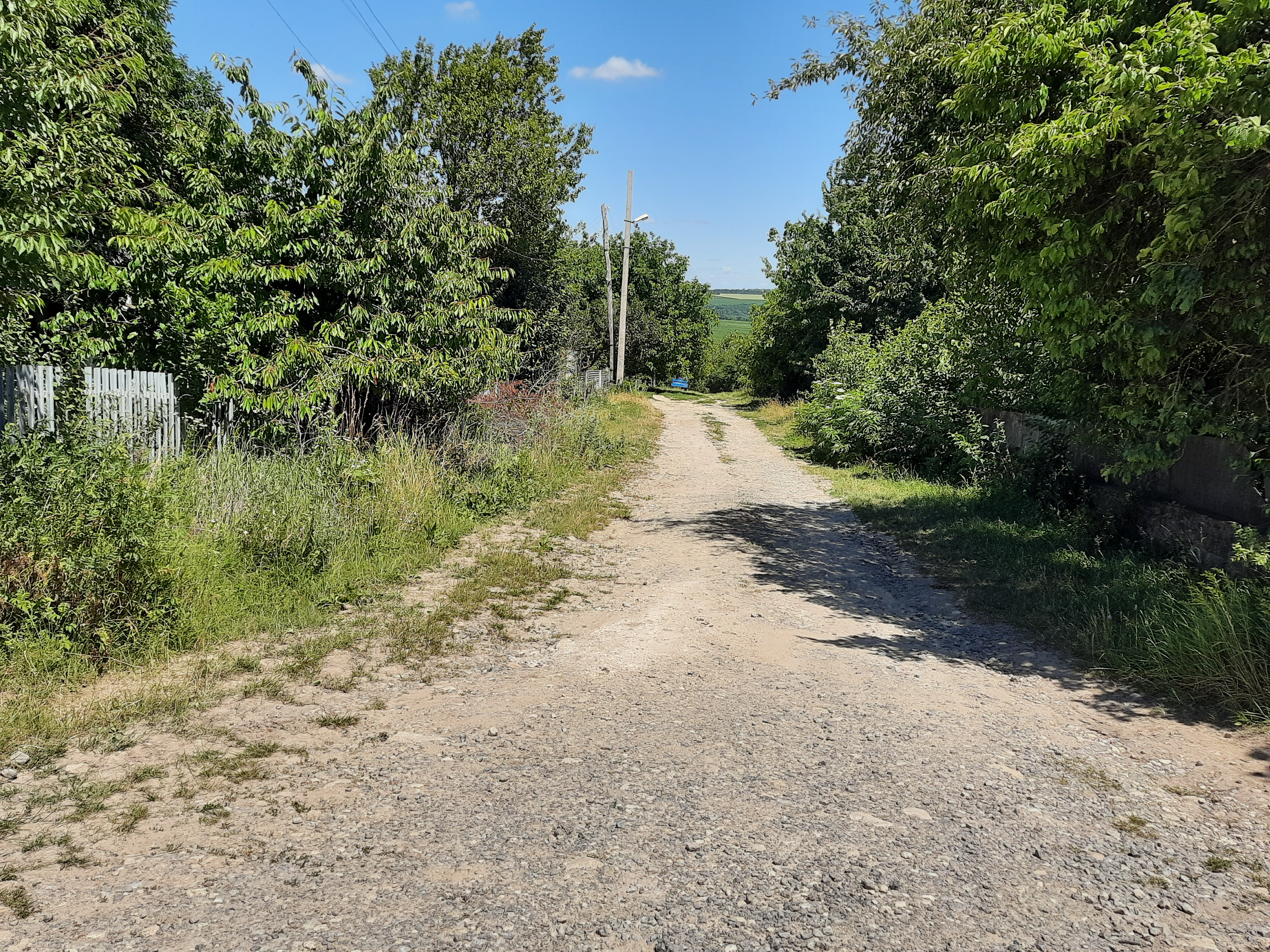
Сільська вулиця
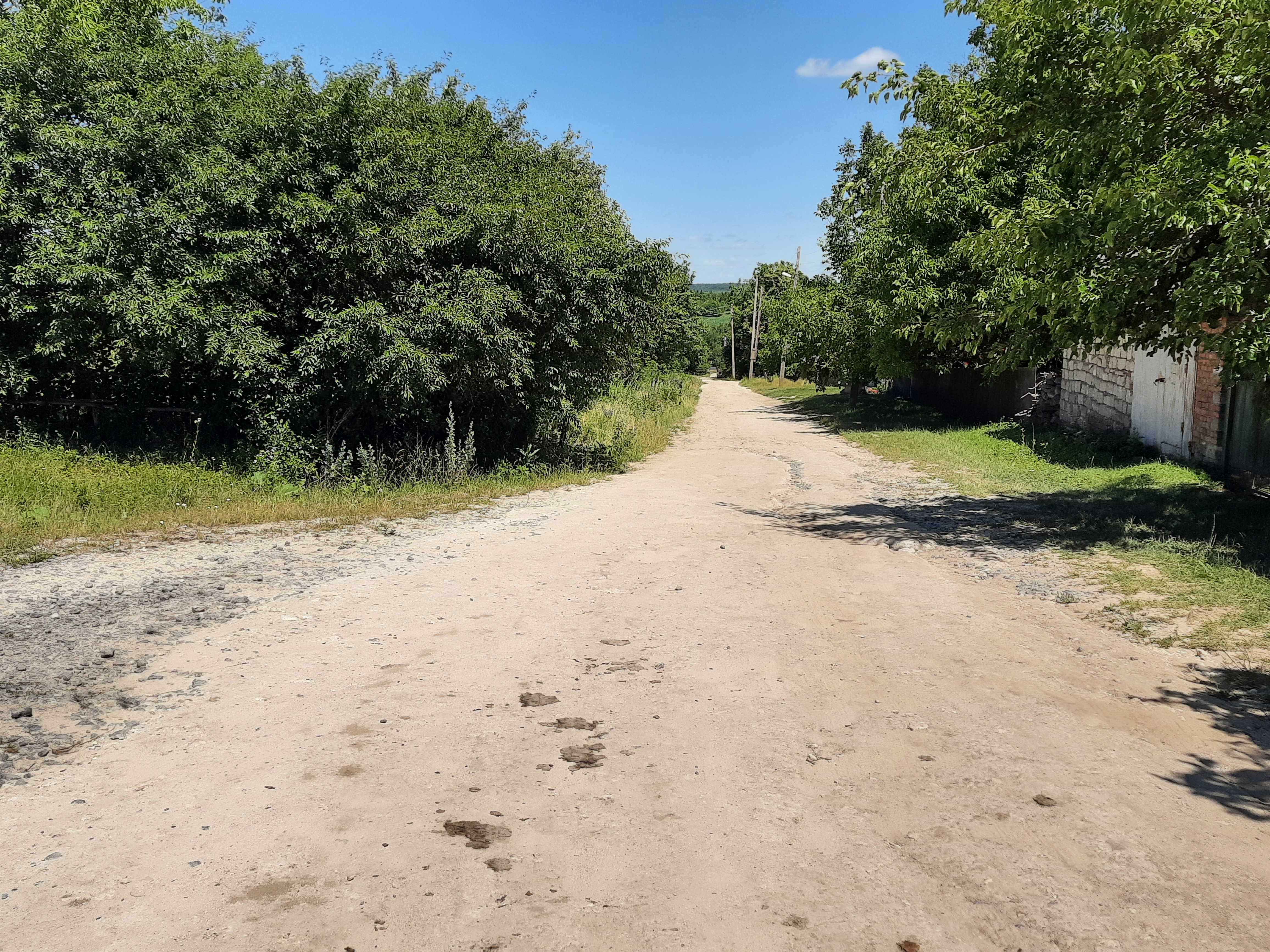
Сільська вулиця
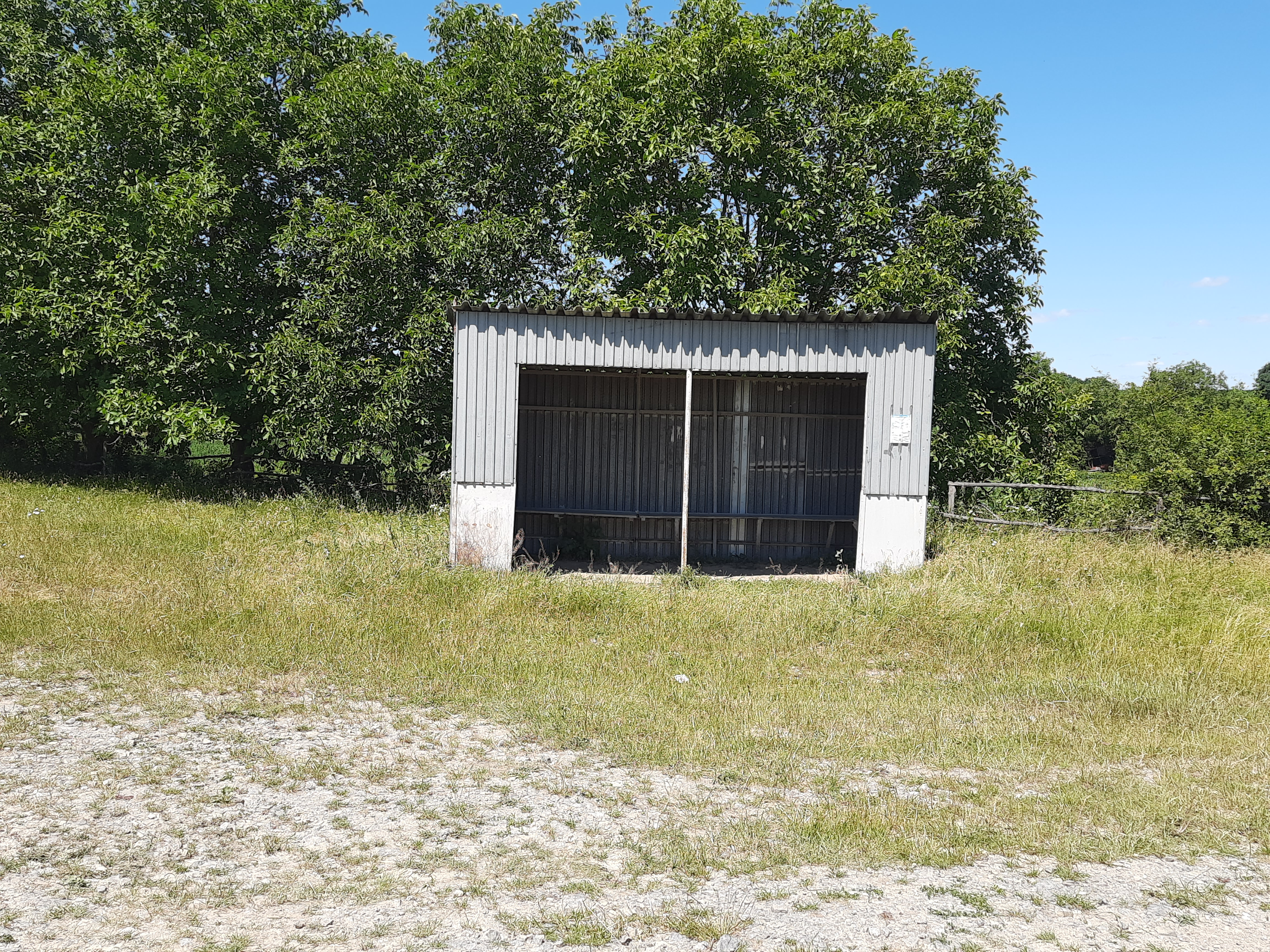
Автобусна зупинка